# Holcosus
Holcosus es un género de lagartos perteneciente a la familia Teiidae. El género agrupa a diez especies que se distribuyen por el sur de América del Norte, América Central, hasta el norte de América del Sur.

## Especies
Según Reptile Database, el género se compone de las siguientes especies:
- Holcosus anomalus Echternacht, 1977
- Holcosus bridgesii (Cope, 1869)
- Holcosus chaitzami Stuart, 1942
- Holcosus festivus (Lichtenstein, 1856)
- Holcosus leptophrys (Cope, 1893)
- Holcosus niceforoi Dunn, 1943
- Holcosus orcesi Peters, 1964
- Holcosus quadrilineatus (Hallowell, 1861)
- Holcosus septemlineatus Duméril, 1851
- Holcosus undulatus (Wiegmann, 1834)